# Kaiserliche Armee Abessiniens
Die Kaiserliche Armee Abessiniens war das Militär des Kaiserreichs Abessinien. Sie bestand aus Heer, Luftstreitkräften und ab 1952 auch einer Marine. In ihren drei Teilstreitkräften dienten 1960 ungefähr 320.000 Soldaten und etwa 550.000 Reservisten.

## Geschichte
Die Streitkräfte des Kaiserreichs Abessiniens hatten eine lange Geschichte. Abessinien wurde der Legende nach um 980 vor Christus gegründet und bestand bis zum Jahr 1974. Den Truppen des Kaiserreichs gelang es bis zur Britischen Äthiopienexpedition von 1868, ihr Territorium stets erfolgreich zu verteidigen. Der Selbstmord Tewodros II. nach der Niederlage 1868 führte vorerst zu inneren Machtkämpfen. Aber bereits unter der Herrschaft des Kaisers Menelik II. eroberte das kaiserliche Heer das vierfache des ursprünglichen Territoriums. Während des Italienisch-Äthiopischen Krieges 1895/96 eroberte es mehrere kleinere Gebiete auf dem Gebiet der heutigen Staaten Eritrea, Sudan und Somalia und schlug mit einer Mannstärke von rund 100.000 die Streitkräfte des Königreich Italiens vernichtend.
Während der Modernisierungen unter Haile Selassie wurde die Armee seit 1917 (Bildung der Gardeeinheit Kebur Zabagna) umfassend neu aufgestellt, wurde aber während des Abessinienkriegs 1935/36 von den Streitkräften des faschistischen Italien (u. a. durch Giftgas-Einsatz) besiegt. Äthiopien wurde kurzzeitig Teil Italienisch-Ostafrikas. Von 1940 bis 1941 befreiten geflüchtete Einheiten Haile Selassies zusammen mit Truppen des Britischen Empire Abessinien.
Nach dem Zweiten Weltkrieg wurde 1952 die ehemalige italienische Kolonie Eritrea Teil des Staatsgebiets und von der Armee besetzt. Sie richtete sich dort mehrere Militärstützpunkte ein; die erste Marine Afrikas wurde gegründet. In den 1960er Jahren wurden die Streitkräfte mit israelischer Hilfe erneut modernisiert. Nach dem Sechstagekrieg 1967 wurden auf einigen Inseln der Provinz Eritrea  Militärstützpunkte für die Israelischen Verteidigungsstreitkräfte eingerichtet, was vor allem von der arabischen Seite kritisiert wurde. Nach Spannungen mit Kaiser Haile Selassie beteiligten sich Teile der Armee am Sturz der Monarchie. Das neue kommunistische Regime (Derg) beseitigte die Streitkräfte und gründete mit finanzieller und militärischer Hilfe der Sowjetunion eine komplett neue Armee, die Streitkräfte der Demokratischen Volksrepublik Äthiopien. Diese wurden nach dem Sieg der Revolutionären Demokratischen Front der Äthiopischen Völker 1991 von den Ethiopian National Defense Forces abgelöst.

## Personalstärke
- Aktive Soldaten = 320.000 (1960)
- Reservisten = 550.000 (1960)